# Ceraia capra
Ceraia capra är en insektsart som beskrevs av Rehn, J.A.G. 1918. Ceraia capra ingår i släktet Ceraia och familjen vårtbitare. Inga underarter finns listade i Catalogue of Life.